# Brumptomyia hamata
Brumptomyia hamata är en tvåvingeart som först beskrevs av Fairchild G. B., Hertig M. 1947.  Brumptomyia hamata ingår i släktet Brumptomyia och familjen fjärilsmyggor. Inga underarter finns listade i Catalogue of Life.